# Бобровка (Новосибирская область)
Бобровка — село в Сузунском районе Новосибирской области России. Административный центр Бобровского сельсовета.

## География
Площадь села — 144 гектаров.

## История
В 1901 году в селе была построена деревянная однопрестольная церковь в честь Успения Пресвятой Богородицы.

## Население
| 2002 | 2007  | 2010  |
| ---- | ----- | ----- |
| 1707 | ↗1776 | ↘1700 |

## Инфраструктура
В селе по данным на 2007 год было одно учреждение здравоохранения и одно учреждение образования.